# Trần Não
Trần Não (1908–1933), tên thật là Huỳnh Quảng, bí danh là Hoàng Tuyền hay Trần Văn Minh là một nhà hoạt động cách mạng, liệt sĩ của Việt Nam.
Quê ông ở làng Khánh An, tỉnh Bạc Liêu, nay thuộc xã Nguyễn Phích, huyện U Minh, Cà Mau. Ông tham gia Việt Nam Thanh niên Cách mạng đồng chí hội, rồi gia nhập An Nam Cộng sản Đảng, từng là Ủy viên Trung ương An Nam Cộng sản Đảng, Bí thư Thành ủy Sài Gòn – Chợ Lớn từ năm 1931 đến 1932. Đến năm 1933, Ông bị Pháp bắt giam và bị tra tấn nên đã mất tại nhà thương Chợ Quán – Chợ Lớn lúc mới 25 tuổi.
Tên của ông được đặt cho 1 đường phố chính tại thành phố Thủ Đức, Thành phố Hồ Chí Minh.